# Comunicação ciberespacial
A Comunicação ciberespacial, também conhecido como panfleto virtual, apresenta a capacidade de grande escala da comunicação de massa, ou seja, pode atingir diversos receptores simultaneamente mas o público não é mais anônimo, o que permite a personalização do conteúdo  a cada receptor e suas necessidades.
A invenção do termo cyberspace é atribuído ao escritor de ficção-científica norte-americano William Gibson, em sua obra "Neuromancer", de 1982. Gibson utilizou o termo para definir uma rede de computadores futurista, utilizada conectando-se a mente diretamente a ela. Um mundo virtual, não tangível, paradoxal; algo como um céu onde cada estrela representa um foco de atividade. O ciberespaço é um ambiente "contido" na Internet, e não sinônimo desta (Omar Kaminski, 2000).
O espaço cibernético, mudou o modo da comunicação social nos diversos campos da atividade humana, é o que pode-se chamar de sociedade em rede. Um exemplo disto são as empresas virtuais que tem como base a internet. Com o ciberespaço constituiu-se um novo espaço de sociabilidade que é não-presencial e que possui impactos importantes na produção de valor, nos conceitos éticos e morais e nas relações humanas.
O ciberespaço abriga milhares de grupos de discussão (os "news groups ou grupo de notícias"). Os grupos de discussão podem usar o formato de fórum, rede social e outros.
Na comunicação ciberespacial, o retorno do receptor é maior e ganha uma nova denominação: interatividade. A comunicação ciberespacial se apresenta como comunicação de massa ao atingir um grande público e como comunicação interpessoal ao se apresentar como uma via de duas mãos. O ciberespaço combina as vantagens dos dois sistemas anteriores e permite, ao mesmo
tempo, reciprocidade e partilha de um contexto. Trata-se de um modelo comunicacional denominado todos-todos.
"O ciberespaço vem crescendo através de grandes movimentos internacionais de jovens que estão ávidos a explorar novas formas de comunicação, pois estamos vivendo cada vez mais novos espaços de comunicação [...] cabe apenas a nós explorar as potencialidades mais positivas deste espaço nos planos econômico, político, cultural e humano" (LÉVY, 2001, p. 11).
Para Pierre Lévy, a cibercultura expressa o surgimento de um novo universal, diferente das formas culturais que vieram antes dele no sentido de que ele se constroi sobre a indeterminação de um sentido global qualquer. Precisamos, de fato, colocá-la dentro da perspectiva das mutações anteriores da comunicação.
A inteligência coletiva favorece a cibercultura e ao mesmo tempo é um veneno para quem dela não faz uso, mas ninguém pode participar completamente pois é muito vasta e multiforme e pode ser um remédio para quem mergulha em seus turbilhões e controlam-se no meio de suas correntes. A cibercultura tem um traço imutável que é a tendência de "criar sistemas", a tensão rumo ao universal que é um vazio sem conteúdo particular, pois se contenta em colocar em contato um ponto qualquer com qualquer outro (LÉVY, p. 111).